# Tivadar Batthyány

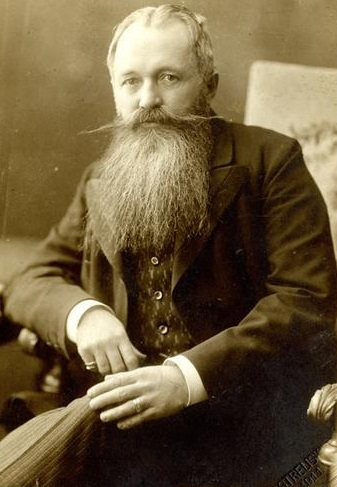
Tivadar Batthyány (1911)

Tivadar Batthyány, född 23 februari 1859 i Zalaszentgrót, död 2 februari 1931 i Budapest, var en ungersk greve och politiker.
Batthyány var ursprungligen sjömilitär, och blev medlem av det ungerska parlamentet 1892. Han anslöt sig till Gyula von Jusths oppositionella oavhängighetsparti, och senare till det så kallade författningspartiet, och var minister utan portfölj i Sándor Wekerles sista ministär 1917-18, och blev efter revolutionen till mars 1919 utrikesminister, bland annat i Mihály Károlyis ministär oktober 1918-januari 1919.